# コチラのトキメキのりものがたり
『コチラのトキメキのりものがたり』（こちらのときめきのりものがたり）は、東海テレビで2012年（平成24年）3月4日から毎週日曜日 17：25 - 17：30 (JST) に放送されている教育番組（ミニ番組）。

## 内容
「乗った事はないけれど、乗ってみたい」夢の乗り物に子どもが実際に乗り、乗り物に対する思いや、ホンモノに触れた喜びを伝える番組。陸・海・空、毎回様々な乗り物が登場し、ホームページ上の公募で集めた子供の夢を叶える。